# Площадь Чапаева (Великие Луки)
Площадь Чапаева — площадь в городе Великие Луки. Названа в честь героя Гражданской войны Василия Ивановича Чапаева. Расположена в южной части города, в квадрате улиц Фурманова, Чапаева, Манежной и Революционной.

## История
Площадь Чапаева образовалась в 1950 годах на территории бывшего посёлка Трощанки. С момента образования ни разу не меняла название.

## Здания
Площадь Чапаева застроена малоэтажными частными домами. Со стороны Революционной улицы ранее был расположен продовольственный магазин, в настоящее время снесен.

## Транспорт
Ближайшая остановка общественного транспорта «Революционная улица» находится на пересечении улиц Манежной и Революционной.
- Автобус № 2, 9, 9к, 16.
- Маршрутное такси № 2б, 5, 59.